# Santiago Zapotitlán
Santiago Zapotitlán es uno de los siete pueblos mexicanos que conforman la delegación Tláhuac, en Ciudad de México. Está situado al noroeste de la cabecera delegacional, al pie del volcán Xaltepec, en la sierra de Santa Catarina, sobre la avenida Tláhuac (anteriormente llamada calzada México-Tulyehualco) y cuenta con una población aproximada de 76 mil habitantes, por lo cual se considera el sitio más poblado de la delegación, y el segundo más poblado de las delegaciones del sur, solamente superado por Xochimilco. 
Zapotitlán es un pueblo muy famoso por sus ferias y fiestas, entre las que destacan la feria de Luces y Música. También es relevante el carnaval, una de las tradiciones con más historia dentro del pueblo. Actualmente, el pueblo está dividido en siete barrios: Santiago sur, Santiago centro y Santiago norte, Santa Ana sur, Santa Anna centro, Santa Ana norte y Santa Ana Poniente, además de la colonia la Conchita Zapotitlán.

## Orígenes prehispánicos de Zapotitlán
En las cercanías de lo que hoy es Zapotitlán, desde antes de la erupción del volcán Xitle y hasta el 200 a. C. los chichimecas y los toltecas se establecieron entre los volcanes Xaltepec y Yuhualixqui formando el señorío de Techichco, que significa "en los senos de piedra", haciendo alusión a estos dos volcanes, que de lejos asemejan los pechos de una mujer. También en el terreno enfrente de la CISA Tláhuac hay restos de asentamientos indígenas, aunque no se ha podido precisar de qué cultura y de qué época datan. Sin embargo, se cree que fueron de alguna aldea prehispánica. 
Los antecedentes históricos de Tláhuac, antiguamente Cuitláhuac, lo ubican como el lugar donde se establecieron los cuitlahuacas, que se situaron en la antigua ribera de los lagos de Xochimilco y de Chalco. A su llegada a esta región, se encontraba poblada por otros grupos chichimecas, asentados con anterioridad, ya que habían superado sus orígenes nómadas y habían construido un refinado sistema de pensamiento en torno al cosmos, la mitología, el lenguaje, etcétera, y el culto a la sabiduría, la serpiente emplumada de Quetzalcóatl. El códice Chimalpopoca menciona que Cuauhtlotliutecutli, Ihitzin, Ticoatzin, Chalchiuhtzin, y Tlahuacan fueron quienes fundaron sus pueblos. Dentro del grupo de los recién llegados, los cuitlahuacas ocupaban una comunidad insular llamada Cuitláhuac (Tláhuac), localizada entre los lagos de Xochimilco y Chalco y conectada a tierra firme por las calzadas al Norte y al Sur. Este islote representaba la cabecera de la región cuitlahuaca, que extendía su territorio a otras regiones en tierra firme, el lago que cubría la mayor parte del territorio Cuitlahuaca se abastecía de los ríos que corrían del Este y de otros arroyos formados por las vertientes de los volcanes que formaban en su lado oriente. Los cuitlahuacas formaban parte de los grupos extendidos en la mayor parte del Valle de México y de Toluca. No representaba un grupo homogéneo políticamente estructurado, aun cuando participaban del mismo sistema lingüístico. Y, no obstante que mantenían rasgos culturales semejantes, se diferenciaban políticamente en el intento casi permanente por ejercer su hegemonía. Se asentaron alrededor de 1435, aunque se tiene registro de que los primeros pobladores se asentaron hacia 1222, en el margen de los lagos del sur de la cuenca de México, al pie de la Sierra de Santa Catarina.
Zapotitlán, pueblo lacustre, subsistía principalmente de la explotación del lago de Xochimilco, y su actividad económica estaba basada en la utilización de los recursos del lago; aunque también se practicaba la siembra temporal en los llanos, pies de monte y cerros circundantes.
Con el establecimiento del imperio mexica, se daban luchas constantes entre los grupos locales por conquistar nuevos territorios. Fue así como Zapotitlán obtuvo grandes extensiones de territorio. Sin embargo, su provincia tributaria para el régimen mexica era Petlacalco según el Códice Mendocino. Incluía el lago de Chalco y su orilla sur. Junto a Zapotitlán tributaban otros pueblos como Cuitláhuac, Tezcacóatl, Mixquic, Toyac y Tecalco, entre otros.

## La cosmovisión
La cosmovisión mesoamericana que tiene el pueblo de Santiago es sui generis en las culturas de la ciudad de México: “El ciclo del maíz permitió esta cosmovisión que conservan de manera fragmentada, pero que corresponde a la visión que tenían los mesoamericanos antes de la llegada de los españoles”. La característica de la religión mesoamericana la constituía la dualidad; esa existencia en dos extremos, que se niegan y confirman a la vez, donde existe lo bueno porque existe lo malo, la vida por la muerte, lo húmedo por lo seco y así, infinitamente. Esta característica se evidencia en el pueblo de Santiago Zapotitlán, al considerarse este principio en su patrón urbanístico, pues el pueblo originalmente se componía de dos barrios: el Cihuatlampa que significa "poniente" y el Tlapcopa que significa "naciente" que con la llegada de los españoles se convirtieron en los barrios de Santa Ana, al poniente (femenino) y el de Santiago, al oriente (masculino). En el pueblo de Zapotitlán, es este esquema dualista el mismo que impera en el reparto de autoridades, pues cada barrio tiene sus mayordomías, las cuales se organizan en números ascendentes a partir de su cercanía con la línea divisoria, que es la calle transversal a la avenida Tláhuac, misma que pasa muy cerca a la iglesia. Este lugar marca el centro del pueblo y es donde se realiza la espectacular quema de “castillos”. El centro o la plaza, es otro elemento mesoamericano, que en aquella época se señalaba con un árbol, el llamado “árbol cósmico” que divide al mundo en tres niveles (en sus raíces, el mundo de los muertos; en su tronco, el mundo de los vivos; y en el follaje, el mundo de los dioses). Zapotitlán tiene como elemento representativo al árbol del zapote, un árbol que muestra frutos en sus tres ramas y en el tronco, unos dientes (tlanti). La dualidad de esta cultura se puede observar en el culto al dios Ometéotl, que aunque no se podía representar gráficamente, se sabe que tenía dos caras: Omecíhuatl dos mujer, Ometecutli, dos hombre. Son máscaras que existen en el Museo de Antropología, donde se representa en una mitad el cráneo y en la otra, la cara íntegra del dios. Esta representación, apunta el investigador “es la noción del dualismo, se supone que la divinidad en términos náhuatl era una dualidad, todos los dioses y diosas son manifestaciones de Omecíhuatl y Ometecutli”.

## Toponimia de Zapotitlán
La frontera norte cuitlahuaca por el lado noroeste la marcaba Tzapotitlán, representado por un árbol que muestra los zapotes en sus tres ramales, y en el tronco unos dientes tlantli, que representan la terminación tlan. El nombre propio es Tzapotitlán, que se compone de Tzapotl, abreviación de Cuatzapotl, árbol de zapote, y titlan, "entre"; por lo tanto, significa "Entre árboles de zapote".Lo cual no está bien definido porque no han podido traducir bien el significado Zapotitlán, ya que no ha sido un lugar donde abunden los árboles de zapote, como el códice tiene el árbol fue interpretado que era un árbol de zapote, Tzapotitlán puede tener un significado que lleve a lo obscuro como un lugar de guerreros o brujos porque era una de las puertas para entrar al centro de la ciudad.
A decir de José Esteban Chavarría Salas, cronista oriundo de Santiago Zapotitlan, el nombre correcto del pueblo debería ser Cuautzapotitlán, argumentando que el modo de escritura mexica era pictográfico, o sea que la escritura era sin letras; a base de dibujos e imágenes, entonces si Zapotitlán era representado con un árbol de zapote tenía que mencionarse la palabra árbol y la palabra zapote, y si árbol se decía Cuahuitl y zapote Tzapotl entonces "árbol de zapote" se decía Cuatzapotl y continuó: "entonces si se quiere mencionar a Zapotitlan con el árbol y el fruto se debe decir Cuautzapotitlán".

## Danza en Zapotitlán
Una de las danzas tradicionales del pueblo de Santiago Zapotitlán es la danza prehispánica.
En 1901 levantó el estandarte el general Juan Jiménez Castañeda, quien heredó su legado al general Santiago Jiménez Gómez (hijo), quien a su vez lo heredó al general Agustín Jiménez Gómez (hijo); actualmente heredó tan grande tradición el capitán José Luis Jiménez Arenas (nieto). Los herederos siguen efectuando las danzas con motivo de las festividades del pueblo; cada medio año se reúnen para proporcionar cantos y danzas en honor al santo patrono del pueblo. A lo largo de los años se ha mantenido viva esta tradición, y se ha venido inculcando a las nuevas generaciones el amor y convicción de continuar gran tradición que perdurará por muchos años más.

## Época colonial

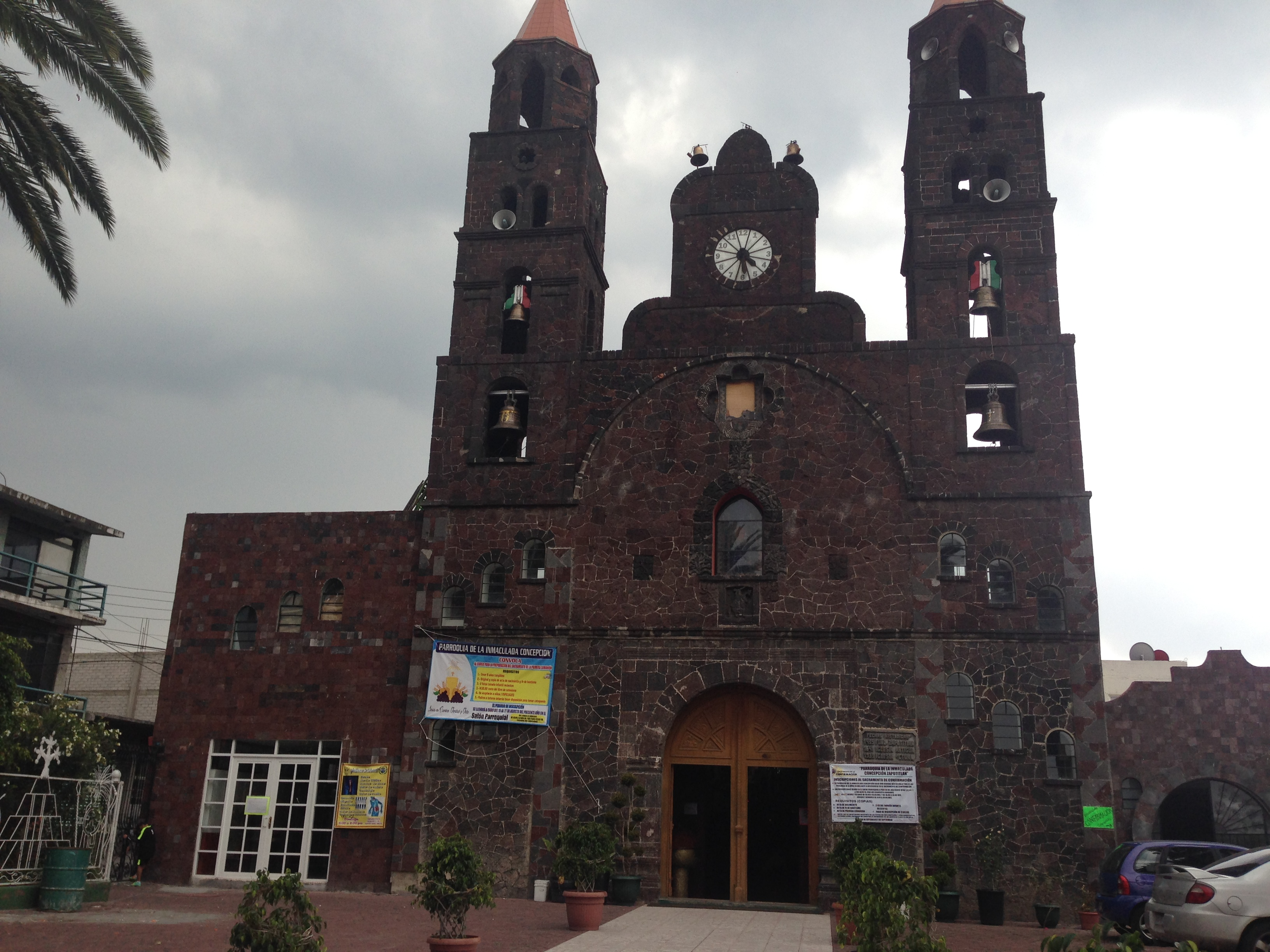
Parroquia de la Inmaculada Concepción, Santiago de Zapotitlán, Tláhuac, Ciudad de México.

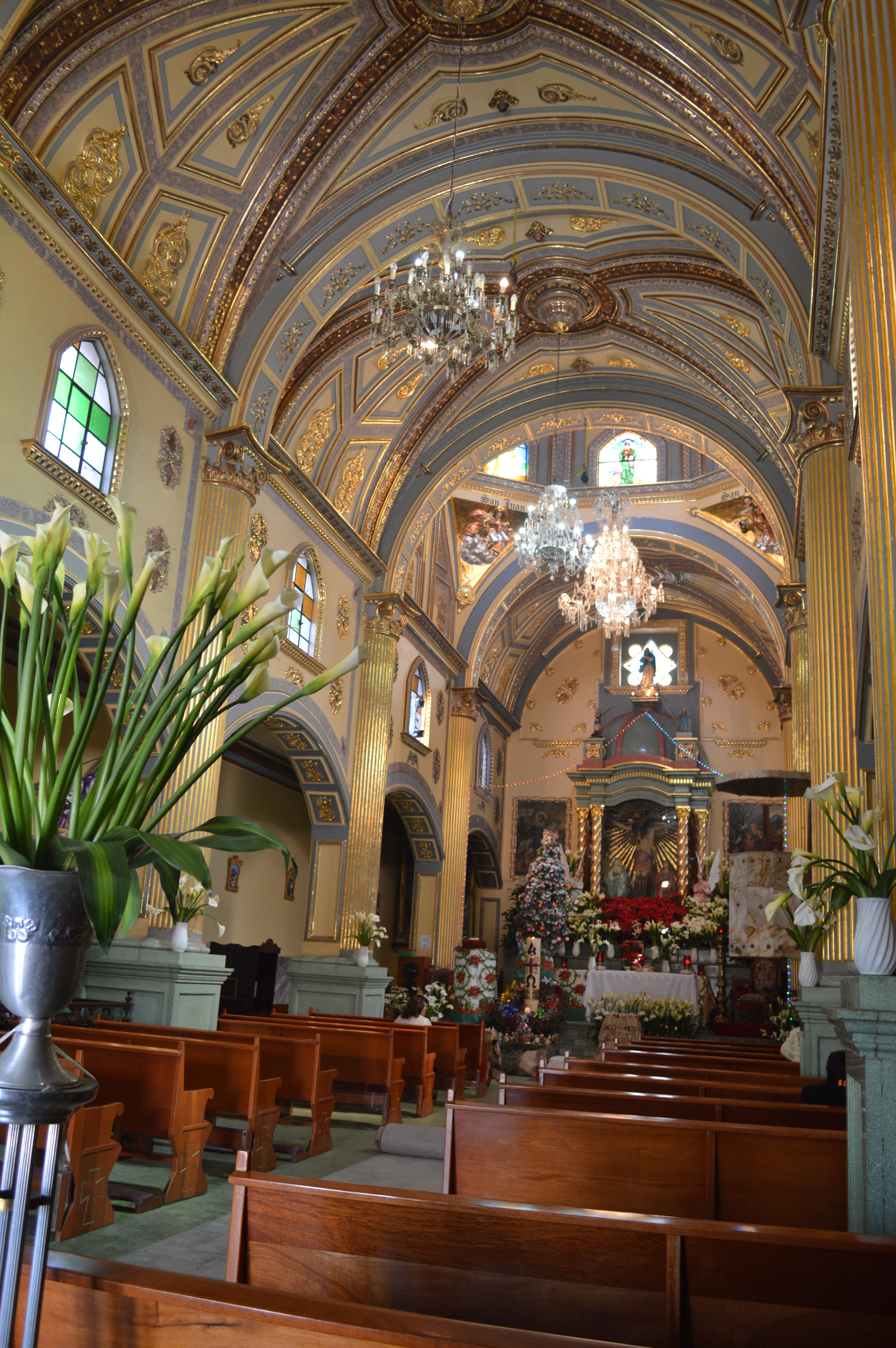
Interior de la parroquia

A la llegada de los españoles en 1519, Hernán Cortés después de un largo recorrido llegó a Mixquic y posteriormente pasó por el reino de Cuitlahuac dónde fue recibido por Mayehuatzin tlatoani del barrio de Atenchicalcan hoy colonia La Asunción en Tláhuac, Cortés pasó por Zapotitlán el 7 de noviembre de 1519, aunque su pasó por este pueblo resultó breve, con el objetivo de llegar a Iztapalapa y posteriormente a México-Tenochtitlan, sin embargo en 1525 Fray Martín de Valencia y sus ayudantes Francisco de Soto y Francisco Jiménez fundaron el pueblo de Santiago quedando como "su apellido" el nombre original: Santiago Zapotitlán.
A raíz de la conquista española, se inicia el proceso de evangelización estableciendo parroquias; este proceso comprendía dos etapas. En la primera, la más violenta, se hizo frente directamente con toda intolerancia el pensamiento nativo. En la segunda, el proceso de aculturación absorbió gran parte de las divinidades prehispánicas, integrándolas con los santos cristianos. Por lo tanto, a Zapotitlán se le incorpora Santiago, que quedaría como santo patrono del pueblo. Los antiguos rituales paganos tuvieron su derivación al tratar de influir en los ciclos de la Naturaleza, tras lo cual los colonizadores probaron la efectividad de la pólvora y los fuegos artificiales para sustituirlo y así tener control ideológico sobre los indígenas, con lo que se incorporaron de manera definitiva a las nuevas tradiciones. La ubicación del templo católico se situó justo en medio de los dos calpullis, probablemente en el mismo lugar en el que se encontraba el templo prehispánico.
De acuerdo a numerosos mapas de la época colonial Zapotitlan contaba con dos iglesias: la primera dedicada al Apóstol Santiago y la segunda a la Señora Santa Ana.
La construcción de un primer templo se llevó a cabo en 1535 y terminado en 1541, fue construido de materiales perecederos. En 1641 se construyó un segundo templo, este era de espadaña, ósea no tenía campanarios, sino que las campanas eran sostenidas por un grueso muro y su atrio sirvió de panteón hasta 1927, este templo tenía primero una sola nave, posteriormente se le agregaron otras dos, el templo fue declarado monumento colonial y nacional el 5 de agosto de 1933, finalmente y por acuerdo del pueblo se demolió en 1938 para comenzar a edificar el actual templo en 1939, que a su vez se terminó en 1941 y recibió el nombre de Parroquia de la Inmaculada Concepción esta construido de tezontle extraído del volcán Xaltepec y tiene un estilo barroco, en la nave izquierda se encuentra una escultura tallada en madera de Santiago, del siglo XVII de autor anónimo, de 2.20 metros de alto por 1.60 de ancho la escultura lleva una capa bordada con hilo de oro y en la mano una cruz de plata y también conserva un óleo del siglo VII dedicado a la imagen Sagrada Familia de la Virgen María y su padre San Joaquín.
El pueblo de Santiago Zapotitlán sobrevivió a la violenta congregación de pueblos, pero en 1603 le fue comisionado por parte del rey Felipe III al juez don Alonso de Zúñiga que congregara a los indígenas de Tláhuac, después de múltiples visitas el juez decidió que los naturales de Zapotitlán tendrían que trasladarse al pueblo vecino de San Francisco Tlaltenco por su distancia a la cabecera, los naturales se manifestaron en desacuerdo porque sus actividades económicas estaban basadas en la laguna de Tempiluli y estar en congregación en la parte alta del cerro les imposiblitaria llevar a cabo su trabajo y al no tener ninguna otra oportunidad laboral quedarían en la pobreza extrema, los naturales estaban de acuerdo con la congregación pero en desacuerdo con que esta se situara en San Francisco Tlaltenco, ellos querían que la reducción se ubicara en Santiago Zapotitlán para así poder seguir con su vida normal y ocupar los tequios que los españoles les exigían, la propuesta fue la de distribuir las chozas a lo largo del camino que iba a Tlaltenco, al final don Alonso de Zúñiga terminó por aceptar esta propuesta. Es por esta razón que las avenidas principales "Juárez" e "Independencia" se orientan en línea recta a Tlaltenco. 
El siglo XVIII se caracterizó por los problemas de linderos entre los pueblos y haciendas de la zona sur del Valle de México, estos también afectaron a Zapotitlán que en el año de 1752 se vio envuelto en diversos conflictos con las haciendas vecinas, entre ellas la Hacienda de San Nicolás Tolentino y el Rancho Tlatzalan, para arreglar este problema limítrofe se presentaron como testigos del pueblo el alcalde don Francisco Juan, Hilario Martín su alguacil mayor, el escribano Francisco Javier, así como don Jacinto de Coria Téllez Girón y su esposa Xaviera Martínez que comparecieron para la definición de los linderos.

## Cultura
En función de sus usos y costumbres y para mantener vivas sus raíces y tradiciones, las 23 mayordomías del pueblo de Santiago Zapotitlán, 12 de ellas del Barrio de Santa Ana y 11 del Barrio de Santiago, son las encargadas de toda la planeación y organización de las fiestas religiosas.
Las Fiestas Patronales del Pueblo de Santiago Zapotitlán son las de “Luces y Música”, y se celebran durante la semana que corresponda al día 5 de febrero, cuando se festeja al Señor de las Misericordias. Lo mismo pasa en el mes de julio, durante la semana correspondiente a los días 25 y 26, dedicados a Santiago Apóstol y a la Señora Santa Ana, quienes son los patronos de los barrios; en la primera se rememora el ritual del “Encendido del Fuego Nuevo” que, aunado a lo autóctono de la chirimía, el huéhuetl y el teponastle, con instrumentos de cuerda europeos, sin faltar las danzas aztecas de los concheros, convierten a la festividad en un espectáculo extraordinario de fuegos pirotécnicos y danzas prehispánicas, para solaz de lugareños y visitantes. 
El primer domingo de la fiesta se acostumbra la quema de castillos. Frente a ellos y en el centro de la plaza están los santos, reproducidos en tamaño natural. El fuego consume la pólvora de las estructuras, que miden más de 30 metros cada uno; nunca son menos de siete castillos.
La clausura de la festividad se lleva a cabo mediante una ceremonia conocida como “Chavarrio”, que consiste en la entrega-recepción simbólica de esa festividad, a través de una “Cruz”, que significa la responsabilidad que asume la Mayordomía receptora para llevar a cabo la fiesta del año siguiente. Culmina con la tradicional quema de toritos de luces.
El Pueblo de Santiago Zapotitlán, con el fin de mostrar su fe católica , realiza diversas peregrinaciones, siendo la peregrinación "Acción Católica" a la Basílica de Guadalupe la más importante de la región. Esta se lleva a cabo cada primer domingo del mes de junio desde hace 65 años, siendo el 2013 el año del 60 aniversario.

### Historia del Señor de la Misericordia
Cuentan los nativos que hacia mediados del siglo XVII, un grupo de habitantes de Zapotitlán, Tláhuac, llevaban hacia la Ciudad de México una imagen del Señor de la Misericordia para ser restaurada. En el camino, por la zona de Taxqueña, los hombres se detuvieron a beber alcohol por lo que el Señor “se enojó” y desapareció frente a los ojos de los fieles. Al mismo tiempo, una familia del Pueblo de los Reyes, Coyoacán, pasaba cerca de allí y escuchó el llanto de un niño. Al buscar el origen del llanto descubrieron entre los juncos y matorrales la imagen del Señor de la Misericordia y la llevaron con los frailes de la Parroquia de San Juan Bautista Coyoacán para que ellos decidieran qué hacer con ella.
Entre los nativos son comunes los relatos de favores, milagros e intercesiones que el Señor de la Misericordia hace en bondad del pueblo. Todos coinciden en que “es muy milagrosa”, pero también advierten que el Señor “se enoja” y “reprende” a quien mal obra.
Es por eso que cada tercer miércoles de Cuaresma, los pobladores de Santiago Zapotitlán acuden a Coyoacán a visitar al Señor que ofendieron sus ancestros esperando que no les “guarde rencor”.

## Transporte
En 1898 fue autorizada la construcción del ferrocarril San Rafael-Atlixco que correría de México a Puebla, su construcción comenzó en 1899, mismo año en que fue inaugurado. En 1912 se construyó una línea ferroviaria de Mexicaltzingo a Zapotitlán, su construcción fue encargada al ingeniero Manuel Stampa y su inauguración se llevó a cabo el 2 de abril de 1913, este brindaba servicio de pasaje, así como transporte de productos animales y materiales, en 1924 pasó a manos de un particular y en 1929 comenzó su decadencia, hasta que finalmente fue incautado por el gobierno en febrero de 1936. Las ruinas de la ex-estación del ferrocarril aún son visibles en la esquina de San Rafael Atlixco y Juan de Dios Peza. 
Actualmente, con la construcción de la Línea 12 del metro, Zapotitlán cuenta con la estación que lleva el mismo nombre, teniendo como próximas estaciones al poniente a Nopalera y al oriente Tlaltenco, a partir del 12 de marzo de 2014 dicho servicio permaneció parcialmente suspendido del tramo Atlalilco a Tláhuac y reemplazado temporalmente por el servicio de RTP. Se preveía su reapertura en noviembre de 2015.
Para octubre del 2015 se reabrieron solo 5 estaciones más del metro, esperando que para inicios de noviembre comenzara su reapertura normal y con ello el buen funcionamiento de la línea.
Con el compromiso de que el servicio no volverá a ser cancelado, el 28 de noviembre de 2015 fue reabierta en su totalidad la Línea 12 del Metro, luego de que por casi 20 meses varias estaciones permanecieron cerradas debido a irregularidades en su construcción.
En la estación Tláhuac, el jefe de Gobierno de la Ciudad de Méxica, Miguel Ángel Mancera Espinosa, encabezó la reapertura del último tramo reparado de la llamada Línea Dorada, que corre de Mixcoac a Tláhuac, de esta forma, las 12 estaciones de esta línea que permanecieron cerradas por más de 20 meses, fueron reabriendo el servicio paulatinamente, operando desde entonces con normalidad, con el compromiso de que no volverán a cerrar.
El 19 de septiembre de 2017 un terremoto (M 7.1) con epicentro en la zona limítrofe entre Morelos y Puebla se sintió con fuerza en Zapotitlán, provocando olas de VIII grados Mercalli, este movimiento telúrico provocó el descarrilamiento menor de un tren en la curva del tramo entre las estaciones Zapotitlán-Nopalera, así como algunos daños en la línea, debido a esto la estación permaneció cerrada desde la tarde del 19 de septiembre de 2017 hasta el 30 de octubre del mismo año.